# فؤاد إسحاق الخوري
فؤاد إسحاق الخوري (ولد في 1935 في لبنان - توفي في 4 مايو 2003) مفكر وأنثروبولوجي ومؤلف لبناني. اشتهر عبر تأليفه كتاب «القبيلة والدولة في البحرين» عام 1980.

## النشأة والتعليم
ولد الخوري في العام 1935 في لبنان.
حصل على شهادة البكالوريوس ودرجة الماجستير من الجامعة الأميركية في بيروت. حصل على درجة الدكتوراه في الأنثروبولوجيا الاجتماعية من جامعة ولاية أوريغون من الولايات المتحدة.

## السيرة المهنية
انضم إلى هيئة التدريس في الجامعة الأميركية مدرسا في العام 1964 وتمت ترقيته إلى أستاذ مساعد في العام التالي. في العام 1971 أصبح أستاذ مشارك وتمت ترقيته إلى رتبة أستاذ في العام 1978.
عندما ساءت ظروف الحياة في بيروت خلال الحرب الأهلية استقال الخوري من منصبه في الجامعة الأميركية في بيروت في العام 1987 متفرغاً للقراءة وانتقل إلى بريطانيا والولايات المتحدة. في إنجلترا ساعد زميله القديم عصام فارس في إدارة مؤسسته الخيرية. بعد فترة قصيرة أصبح مدير للمؤسسة في الفترة ما بين 1987 و1992.
كرس نفسه كليا للبحث الأكاديمي وإلقاء المحاضرات ونشر سبعة عشر كتاب ودراسة باللغتين العربية والإنجليزية إلى جانب أربعين مقال في جوانب مختلفة من الثقافة العربية. عمل لفترة قصيرة أستاذ زائر في كلية لندن للاقتصاد وفي كل من جامعات: مانشستر وشيكاغو وأوريغون وحاضر في جامعة كامبريدج ومانشستر وكانتربري وأكسفورد.
يعتبر كتاباه اللذان نشرتهما له مطبعة جامعة شيكاغو: «من القرية إلى الضاحية» في عام 1975 و«القبيلة والدولة في البحرين» في عام 1980 من الأعمال الأنثروبولوجية الرائدة. يعتبر كتابه «القبيلة والدولة في البحرين» من أهم ما كُتب عن البحرين وتميز الكتاب بنهجه الذي استقصى من خلاله مظاهر دقيقة للمجتمع البحريني طالت حتى حظور السمك والمزارع وتحليل الأسماء والعبارات المستخدمة في البحر والزراعة وأسماء المناطق السكنية وجذور التطورات السياسية والاجتماعية والاقتصادية في البحرين. تطرق في أعماله اللاحقة إلى الأقليات في الإسلام بطرق جذرية ومبتكرة وكتابه «الأئمة والأمراء» في عام 2000 الذي يعرض فيه رواية يناقش فيها موضوعات الدولة والدين والمذاهب في الإسلام. له أيضا كتاب «أن تكون درزيا» ويتناول فيه الطائفة الدرزية في سورية.

## الحياة الشخصية
متزوج من سونيا جلبوط خوري وهي خريجة الجامعة الأمريكية في بيروت أيضا ولكن قسم الرياضيات ولديهما ابنة سوسن وابن فواز.

## الوفاة
توفي يوم الأحد 4 مايو 2003.

## المؤلفات
- القبيلة والدولة في البحرين (1980).
- مذاهب الانثروبولوجيا وعبقرية ابن خلدون (1992).[6]
- الذهنية العربية - العنف سيد الأحكام (2014).[7]
- العسكر والحكم في البلدان العربية (2017).[8]
- أيديولوجيا الجسد - رموزية الطهارة والنجاسة (1997).[9]
- لغة الجسد (2000).[10]
- السلطة لدى القبائل العربية (1991).[11]
- قواعد ابن إسحق للتأليف والتصحيح والنشر (1996).[12]
- دعوة للضحك سيرة عالم أنثروبولوجيا لبناني في الوطن العربي (2017).[13]